# خرگوشک نواردار سوماترایی
خرگوشک نواردار سوماترایی(نام علمی: Nesolagus netscheri) نام یک گونه از تیره خرگوشان است.